# 꼭지돌기염
꼭지돌기염(mastoiditis) 또는 유양돌기염(乳樣突起炎), 유돌염(乳突炎)은 귀 뒤쪽에 위치한 머리뼈의 꼭지벌집에 발생한 감염으로 인한 염증이다. 특히 꼭지방과 꼭지돌기 안쪽에 있는 꼭지벌집의 점막에 발생한 염증을 일컫는다. 꼭지돌기는 귀 뒤쪽에 위치한 관자뼈의 일부이다. 꼭지돌기의 속에는 꼭지벌집이라고 하는 개방되어 있으며 공기를 포함하는 작은 방이 들어 있다. 꼭지돌기염은 보통 치료되지 않은 급성 중이염으로 인해 발생하며, 예로부터 소아 사망의 주요 원인 중 하나였다. 그러나 항생제가 발달하면서 선진국에서는 드문 질환이 되었으며 외과적 치료가 시행되는 경우도 훨씬 적어졌다.
중이염에 대한 항생제 처방이 줄었을 때 꼭지돌기염 발병률이 늘어난다는 근거는 없다. 꼭지돌기염 발병률이 감소한 것은 어릴 때 받는 헤모필루스 인플루엔자나 연쇄상구균 등에 대한 예방접종과 같은 다른 교란 변수 때문일 가능성이 높다. 꼭지돌기염을 제때 치료하지 않는 경우 감염이 뇌를 포함한 주변 구조물들로 전파되어 심각한 합병증을 유발할 수 있다. 항생제 사용은 꼭지돌기염 유병률, 겉으로 잘 드러나지 않는 꼭지돌기염 발병 위험, 일반적인 꼭지돌기염의 증상을 보이지 않는 무증상 감염 등을 감소시켰다. 그러나 부적절한 항생제의 남용이나 다제내성균의 출현도 항생제 사용에 의해 증가해 왔다.

## 추가 자료
- Durand, Marlene & Joseph, Michael. (2001). Infections of the Upper Respiratory Tract. In Eugene Braunwald, Anthony S. Fauci, Dennis L. Kasper, Stephen L. Hauser, Dan L. Longo, & J. Larry Jameson (Eds.), Harrison's Principles of Internal Medicine (15th Edition), p. 191. New York: McGraw-Hill
- Cummings CW, Flint PW, Haughey BH, et al. Otolaryngology: Head & Neck Surgery. 4th ed. St Louis, Mo; Mosby; 2005:3019–3020.
- Mastoiditis E Medicine